# Ministry of Fear
Ministry of Fear é um filme estadunidense de 1944, do gênero suspense, dirigido por Fritz Lang. Baseado em obra de Graham Greene (Ministry of Fear).